# ジャングル・ダンス
「ジャングル・ダンス」（Jungle Dance）は、1988年2月・3月に、NHKの音楽番組『みんなのうた』で放送された楽曲である。作詞：森正和、作曲：小室哲哉、編曲：米光亮、歌：荻野目洋子、アニメーション：若井丈児。荻野目洋子の15枚目のシングル「スターダスト・ドリーム」のカップリングとしてリリースされオリコン週間チャート1位を記録する大ヒットとなった。

## 概要
ベッドで眠れずにいる女性が、テレビから飛び出してきたウサギに渡された招待状で訪れた、夜の動物園で動物たちとダンスを踊った様子を描いた楽曲である。歌手の荻野目洋子は、『みんなのうた』での初めての起用となった。同番組での放送に使用されたアニメ映像は若井丈児が製作を担当した。